# Ctenomys fochi
Ctenomys fochi is een zoogdier uit de familie van de kamratten (Ctenomyidae). De wetenschappelijke naam van de soort werd voor het eerst geldig gepubliceerd door Thomas in 1919.

## Voorkomen
De soort komt voor in Argentinië.